# Dick Hinch
Richard W. Hinch (Marblehead, 1 de mayo de 1949 - Merrimack, 9 de diciembre de 2020) fue un político estadounidense que se desempeñó como miembro y presidente de la Cámara de Representantes de Nuevo Hampshire.

## Primeros años
Hinch nació en Marblehead, Massachusetts y sirvió en la Marina de los Estados Unidos entre 1968 y 1972. Se graduó de Marblehead High School y de la Salem State University.

## Carrera
Hinch estaba involucrado en el negocio de bienes raíces en Merrimack, Nuevo Hampshire. Fue elegido miembro de la Cámara de Representantes de Nuevo Hampshire, en 2008, en representación del distrito 21 de Hillsborough. De 2015 a 2018, se desempeñó como líder de la mayoría de la Cámara y de 2018 a 2020, se desempeñó como líder de minorías. El 20 de noviembre de 2020, los miembros republicanos de la Cámara se reunieron en McIntyre Ski Area, donde nominaron a Hinch para convertirse en el próximo presidente de la Cámara.

## Fallecimiento
Hinch falleció de COVID-19 en su casa el 9 de diciembre de 2020, a los setenta y un años, una semana después de ser elegido presidente. Antes de su muerte, Hinch prestó juramento como orador en una reunión al aire libre en el campus de la Universidad de Nuevo Hampshire.